# Bark at the Moon
Bark at the Moon ist das dritte Studioalbum des Musikers Ozzy Osbourne. Es wurde am 10. Dezember 1983 veröffentlicht. 1995 und 2002 erschienen Remaster-Versionen. Der zuvor bei einem Flugunfall tödlich verunglückte Randy Rhoads wurde durch Jake E. Lee ersetzt. Das Album erreichte Dreifachplatin in den USA.

## Entstehung und Stil
Es dauerte einige Zeit, bis sich Osbourne vom Tod seines Songwriting-Partners und Freundes Rhoads erholt hatte. Jake E. Lee (zuvor u. a. bei Dio) als Nachfolger spielte weniger neoklassisch, dafür metalorientierter. Das von Max Norman produzierte Album verkaufte sich dennoch ebenso gut wie der Vorgänger. Es enthielt mit So Tired auch eine streicherunterlegte Ballade. Das Video zum Titelstück mit Osbourne als Werwolf, wie das Albumcover von Greg Cannom, wurde ein MTV-Erfolg. Im Video ist Carmine Appice zu sehen, obwohl Tommy Aldridge bei den Aufnahmen das Schlagzeug spielte. Zudem ist Gary-Moore-Keyboarder Don Airey als Gastmusiker zu hören.

## Rezeption
Bark at the Moon erreichte Platz 19 der Billboard 200 und erhielt recht positive Kritiken. Uwe Lerch vom Rock Hard lobte zwar die „geilen Soli“ von Jake E. Lee, kritisierte die erste Album-Seite inklusive des Titelstücks aber als „schwach“. Die zweite Seite sei besser, insbesondere das „total verrückte“ Spiders sowie Waiting For Darkness hob er hervor. Er bewertete das Album mit sieben von zehn Punkten.
Steve Huey von Allmusic hingegen gefiel der als „crunching“ beschriebene Titelsong, er beschrieb das Album als gelungenen, „kompetenten“ „Satz“ von Heavy-Metal-Stücken. Er vergab drei von fünf Sternen.

## Titelliste

### Original-LP

#### Seite eins
1. Bark at the Moon – 4:17
2. You’re No Different – 5:49
3. Now You See It (Now You Don’t)  – 5:10
4. Rock ‘n’ Roll Rebel – 5:23

#### Seite zwei
1. Centre of Eternity – 5:15
2. So Tired – 4:00
3. Slow Down – 4:21
4. Waiting for Darkness – 5:14

### UK-Fassung

#### Seite eins
1. Rock 'n' Roll Rebel – 5:23
2. Bark at the Moon – 4:17
3. You're No Different – 5:49
4. Now You See It (Now You Don't) – 5:10

#### Seite zwei
1. Forever – 5:15
2. So Tired – 4:00
3. Waiting for Darkness – 5:14
4. Spiders – 4:31

#### Bonusstücke der Remaster-Version (2002)
- Spiders – 4:31 (auch auf einem Teil der Remaster-Versionen von 1995)
- One Up the “B” Side – 3:25

Auf der britischen Originalversion wurde der Song Slow Down ersetzt durch Spiders in the Night, später in Spiders umbenannt. Slow Down wurde hier als B-Seite veröffentlicht. Das Stück hat hier einen zwei- bis dreisekündigen Tonausfall, der bei späteren Ausgaben korrigiert wurde, es wurde ein neuer Mix verwendet. Centre of Eternity wurde auch als Forever bekannt – Osbourne selbst nannte das Stück auf den Konzerten so, wie auf Bootleg-Aufnahmen zu hören ist.